# Palazzo Grifoni (San Miniato)
Palazzo Grifoni  si trova a San Miniato, nell'omonima piazza Grifoni. È oggi sede della Fondazione Cassa di Risparmio di San Miniato dopo essere appartenuto alla famiglia Barnini.

## Storia e descrizione
L'edificio fu progettato da Giuliano di Baccio d'Agnolo in severe forme fiorentine e realizzato entro la metà del Cinquecento. Fu danneggiato gravemente nell'ultima guerra, ma in seguito restaurato.
Domina la piazzetta da una posizione rialzata, come palazzo Pitti, ed ha una facciata ad intonaco, con bugne a rilievo lungo ai fianchi che danno all'insieme l'aspetto di una fortezza. Al piano terra un grande portale ad arco incorniciato da blocchi di pietra serena è affiancato da due finestre inginocchiate, alle quali seguono due aperture rettangolari per lato, incorniciate dalla pietra. Lo stemma familiare in pietra sta appeso sopra il portale (d'oro, al grifone di nero accompagnato in capo da tre palle ordinate fra i quattro pendenti di un lambello di rosso, la palla centrale d'azzurro, caricata di tre gigli d'oro, e le due laterali di rosso). 
Al piano nobile, oltre una cornice marcadavanzale si allineano sette finestre centinate, con chiave d'arco a goccia, che riprendono il disegno del portale. L'ultimo piano è occupato da una loggia continua, oggi chiusa da vetrate, con eleganti colonnine doriche. Sul retro il palazzo dispone di un cortile affacciato sul panorama del Valdarno.